# گل رنج
گل رنج (فرانسوی: La fleur du mal‎) فیلمی در ژانر درام به کارگردانی کلود شابرول است که در سال ۲۰۰۳ منتشر شد. از بازیگران آن می‌توان به بونوآ ماژیمل و ناتالی بای اشاره کرد.